# Gerard Miquel Roselló
Gerard Miquel Roselló (Alaquàs, 2 de novembre de 1968 - València, 12 de març de 2021) més conegut com a Gerard Miquel, fon un dibuixant i il·lustrador valencià.
Va estudiar a l'Escola d’Arts Decoratives i Oficis Artístics de València, i els primers treballs van estar influenciats per Hergé i Daniel Torres. L'any 1989 va guanyar el primer premi del Concurs de Còmic d'Alaquàs, també va dissenyar diverses auques escolars d’Alaquàs i va col·laborar en diversos còmics i fanzines. Va realitzar il·lustracions de difusió del Castell-Palau d'Alaquàs i del Cant de la Carxofa d'Alaquàs, entre d'altres. Fon membre de l’agrupament escolta Argila de l'església de la Mare de Déu de l’Olivar d’Alaquàs, on va dissenyar la primera capçalera de la publicació parroquial La Fulla de l’Olivar. Va començar a treballar per als ajuntaments d’Alaquàs, Aldaia i València entre d'altres, convertint-se en un dels il·lustradors de referència de l'escena valenciana del còmic dels anys 1990, amb col·laboracions amb estudis de disseny i agències de publicitat, i il·lustrant llibres infantils.
Va ser coeditor de Fan Cómic! i en 1994 va convertir-se l'editor de Kovalski Fly on combinava l’underground amb la filosofia de Tío Vivo, on hi van col·laborar Pedro Vera, Lalo Kubala, Oliveiro Dumas i Vicente Montalbá, entre d'altres, arribant a guanyar el Premi Millor Còmic al Saló del Còmic de Barcelona en 1997.
Va il·lustrar treballs realitzats per a causes amb les quals s'identificava, com el valencià, l'educació o l'ecologia, publicant còmics a revistes com Xiulit, i amb el personatge Monet a la revista Era Garbèra, en aranés. El 2005, i considerat el seu projecte més personal, va fer l'adaptació al còmic de la novel·la «Yo fui guía en el infierno», de Fernando Arias, que li portaria prop de deu anys, i que va ser guardonat amb el Premi al Millor Còmic editat al País Valencià, i el Premi al Millor Còmic al festival Fantàsti’CS de Castelló. En 2017 va realitzar el còmic educatiu Un vas ple d'històries, per al Museu de Prehistòria de València que parla dels ibers.
L'any 2020 Gerard va il·lustrar la Guia Ciclista de la ciutat de València editada per l'Ajuntament de València.

## Un mural en record de Gerard

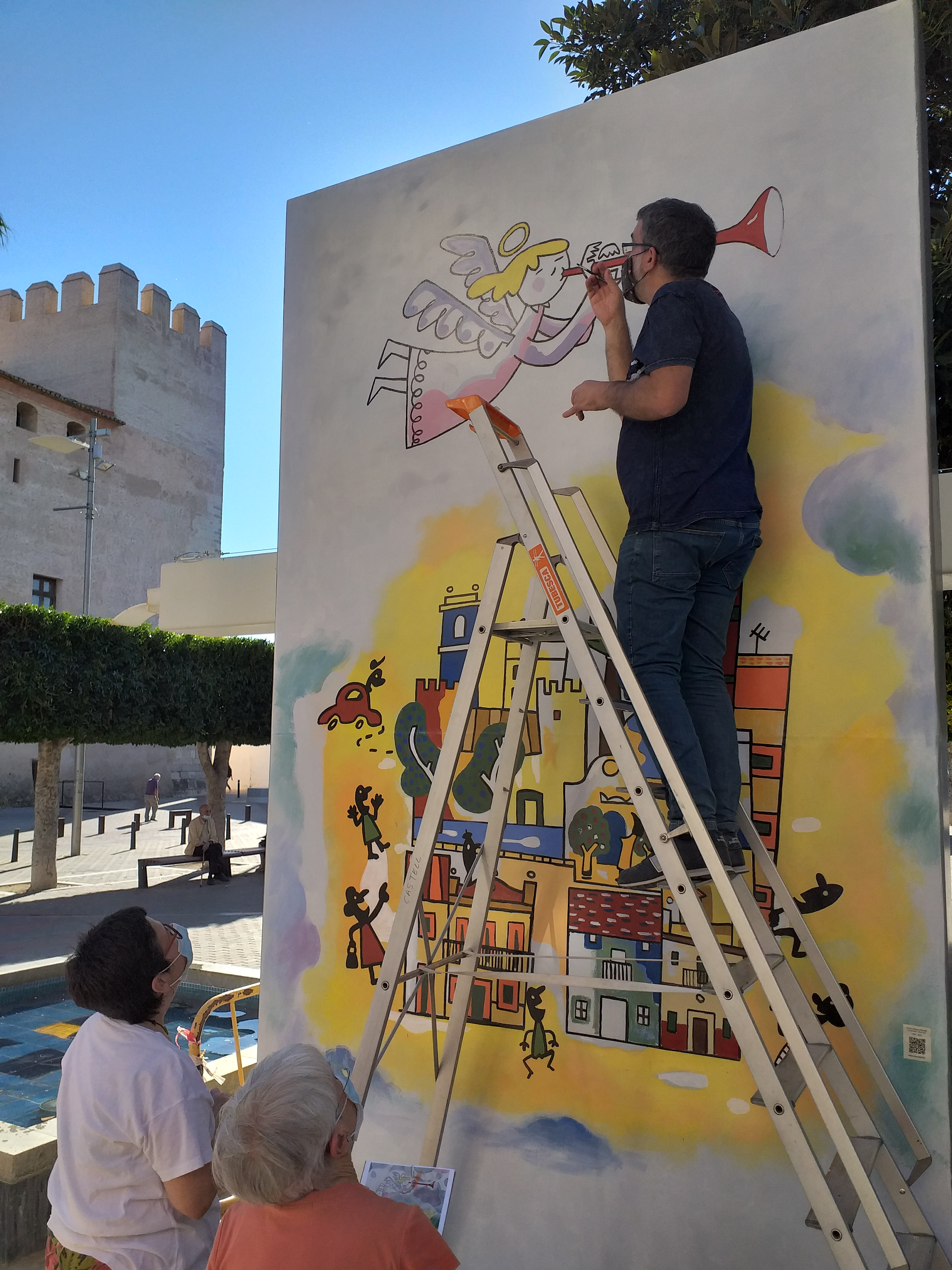
Iván García Aguado pintant al mural en record de Gerard Miquel a Alaquàs

La mort prematura de Gerard als 52 anys, feu que a instàncies d'un grup d'amigues i amics del dibuixant, diversos artistes i persones del seu entorn decidiren pintar un mural en el seu record. A l'octubre de 2021, a la plaça de la Constitució d'Alaquàs, es va realitzar un mural col·laboratiu per recordar-lo al seu poble natal, inspirat en dibuixos que el mateix Gerard i la seua parella Coca Vilar crearen en 1999, amb presència de l'humorista gràfic Lalo Kubala, l'il·lustrador Oliveiro Dumas, el dissenyador i president de l'Associació de Disseny Gràfic de la Comunitat Valenciana Ángel Martínez, la pintora Coca Vilar, el dibuixant Iván García Aguado i la pintora Carmen Mateu, a més de familiars i amics de l'Agrupament Escolta Argila.